# 1071-й отдельный учебный полк специального назначения
1071-й отдельный учебный полк специального назначения или 1071 оупСпН — учебное формирование (воинская часть, полк) Главного разведывательного управления Генштаба СА ВС СССР, в составе войск Ленинградского военного округа. Занималось подготовкой специалистов (связистов, подрывников и так далее) и младшего командного состава для подразделений специального назначения (СпН) ГРУ.
Условное наименование — Войсковая часть № 51064.

## История
- Полк был развернут на базе 629-го отдельного учебного батальона в соответствии с директивой Генерального штаба от 25 января 1975 года.
- Формирование части закончилось к 1 июня 1973 года, 11 июня 1974 года полк получил Боевое Знамя. Первым командиром полка стал подполковник Вячеслав Иванович Большаков.
- В 1991 году полк был награждён переходящим Красным Знаменем Военного совета ордена Ленина Ленинградского военного округа за высокую боевую готовность и хорошие результаты в боевой подготовке.
- В 1999 году полк был расформирован.

## Организационная структура
Полк состоял из:
- штаба полка;
- управления полка;
- двух учебных батальонов;
- школы прапорщиков (появилась в 1972 году для подготовки заместителей командиров групп спецназначения и старшин роты);
- роты материального обеспечения;
- роты обеспечения учебного процесса;
- политического отдела;
- медсанчасти;
- музыкального взвода.

Первый учебный батальон полка занимался подготовкой командиров отделений (1-я и 2-я роты), минёров-подрывников и операторов специализированных комплексов управляемых ракетных снарядов (3-я рота). Второй учебный батальон готовил радиотелеграфистов и специалистов по радиотехнической разведке. В школе прапорщиков до 1986 года продолжительность обучения составляла 5 месяцев, с появлением радиодела срок обучения увеличился до 11 месяцев.

## Особенности подготовки
Помимо традиционных дисциплин (тактики, огневой и физической подготовки) тренировки курсантов включали:
- освоение иностранных языков,
- минно-подрывное дело,
- ознакомление с тактикой, техникой и системами вооружения вероятного противника,
- парашютно-десантную подготовку,
- рукопашный бой,
- и так далее.